# XHREL-FM
La Radio del Sistema es el nombre con el que actualmente se conoce a la radio pública del Sistema Michoacano de Radio y Televisión.
Su programación incluye programas musicales, debates, divulgativos, deportivos y noticieros. Los noticieros se emiten en simultáneo con SM Televisión ya que ambos forman parte de los servicios de radio y televisión pública del estado de Michoacán.
La estación principal emite a la ciudad de Morelia mediante la estación XHREL-FM y al interior del estado de Michoacán a través de repetidores. Por otro lado, en la frecuencia de XEREL-AM se trasmite una programación distinta, la cual cuenta con espacios dedicados a Morelia y su zona aledaña, espacios musicales y programas especializados.

## Emisores
| Frecuencia | Estación | Ciudad          |
| ---------- | -------- | --------------- |
| 106.9      | XHREL-FM | Morelia         |
| 1550 AM    | XEREL-AM | Morelia         |
| 94.7       | XHDEM-FM | Lázaro Cárdenas |
| 97.5       | XHTZI-FM | Apatzingán      |
| 99.7       | XHRUA-FM | Uruapan         |
| 103.1      | XHZMA-FM | Zamora          |
| 88.7       | XHDAD-FM | La Piedad       |
| 106.3      | XHZIT-FM | Zitácuaro       |
| 95.9       | XHJIQ-FM | Jiquilpan       |
| 99.7       | XHHID-FM | Ciudad Hidalgo  |
| 95.9       | XHAMB-FM | Tacámbaro       |
| 104.9      | XHAND-FM | Puruándiro      |
| 96.9       | XHCAP-FM | Zacapu          |